# Фрідріхрода
Фрідріхрода (нім. Friedrichroda) — місто в Німеччині, розташоване в землі Тюрингія. Входить до складу району Гота.

## Географія
Фрідріхрода розташоване поблизу міста Гота, у долині на північному заході від Тюринзького лісу, земля Тюринґія. Площа — 36,91 км2. 

## Історія
Фрідріхрода засноване близько 1044 року. Вперше згадується в документі 1114 року. 

## Населення
Станом на 31 грудня 2020 року населення міста становить 7164 осіб.
| - 1830: 1724 - 1960: 6167 - 1994: 5770 - 1995: 5701 - 1996: 5675 - 1997: 5630 | - 1998: 5505 - 1999: 5540 - 2000: 5496 - 2001: 5470 - 2002: 5398 - 2003: 5446 | - 2004: 5412 - 2005: 5307 - 2006: 5289 - 2007: 7684 - 2008: 7546 - 2009: 7475 | - 2010: 7410 - 2011: 7360 - 2012: 7392 - 2013: 7433 - 2014: 7551 - 2015: 7549 | - 2016: 7471 - 2017: 7405 - 2018: 7275 - 2019: 7195 - 2020: 7164 |

## Світлини

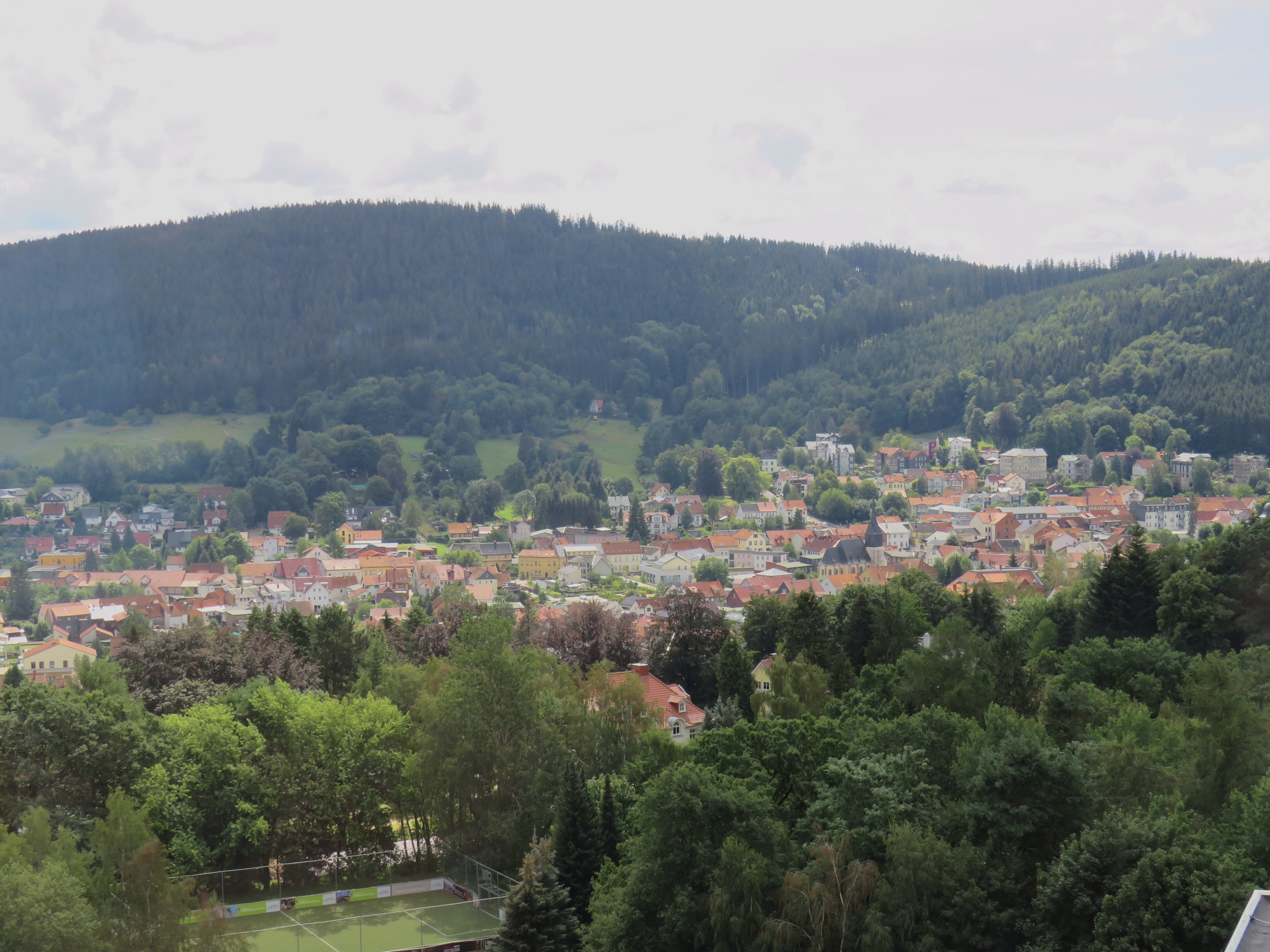
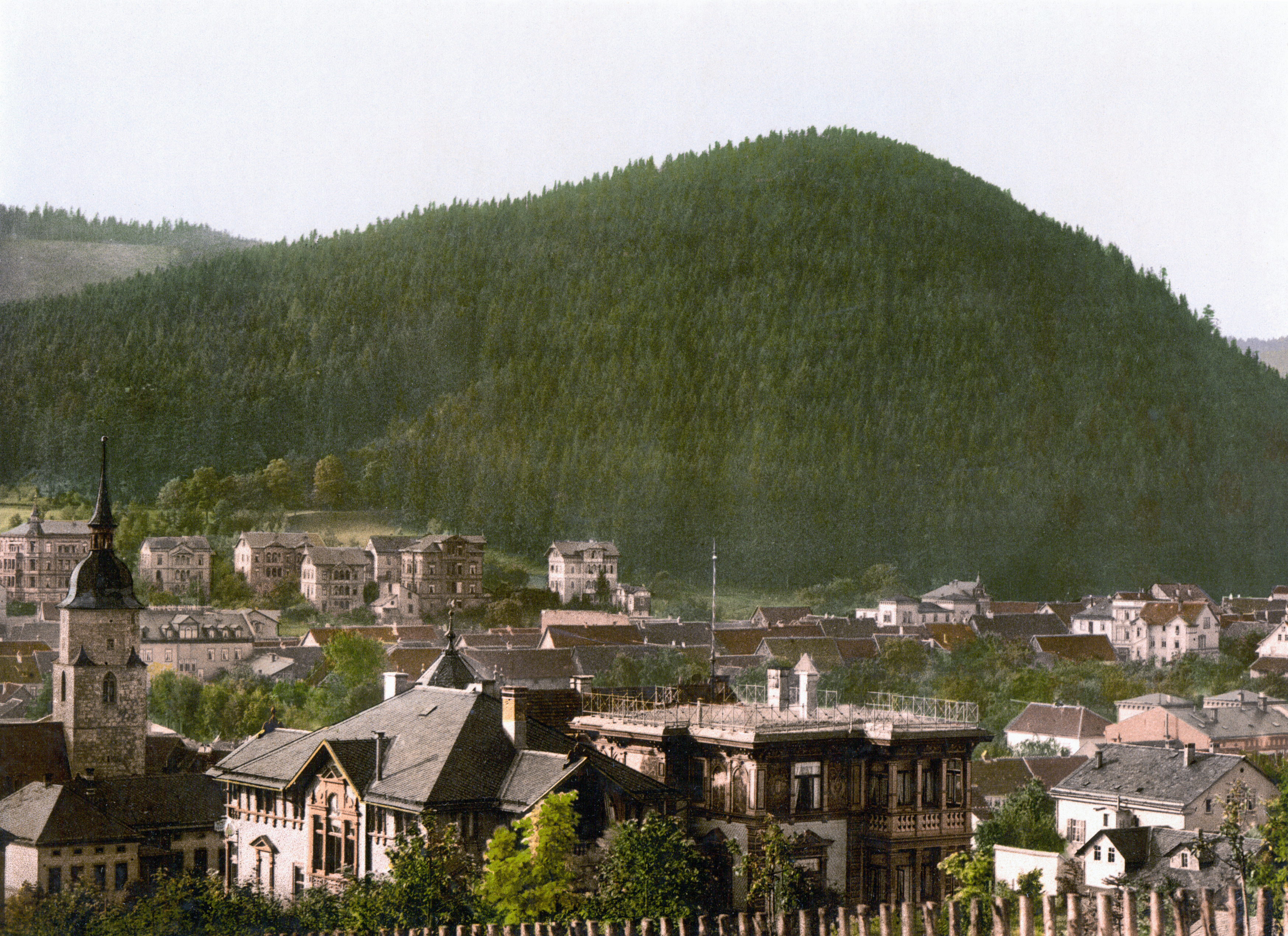
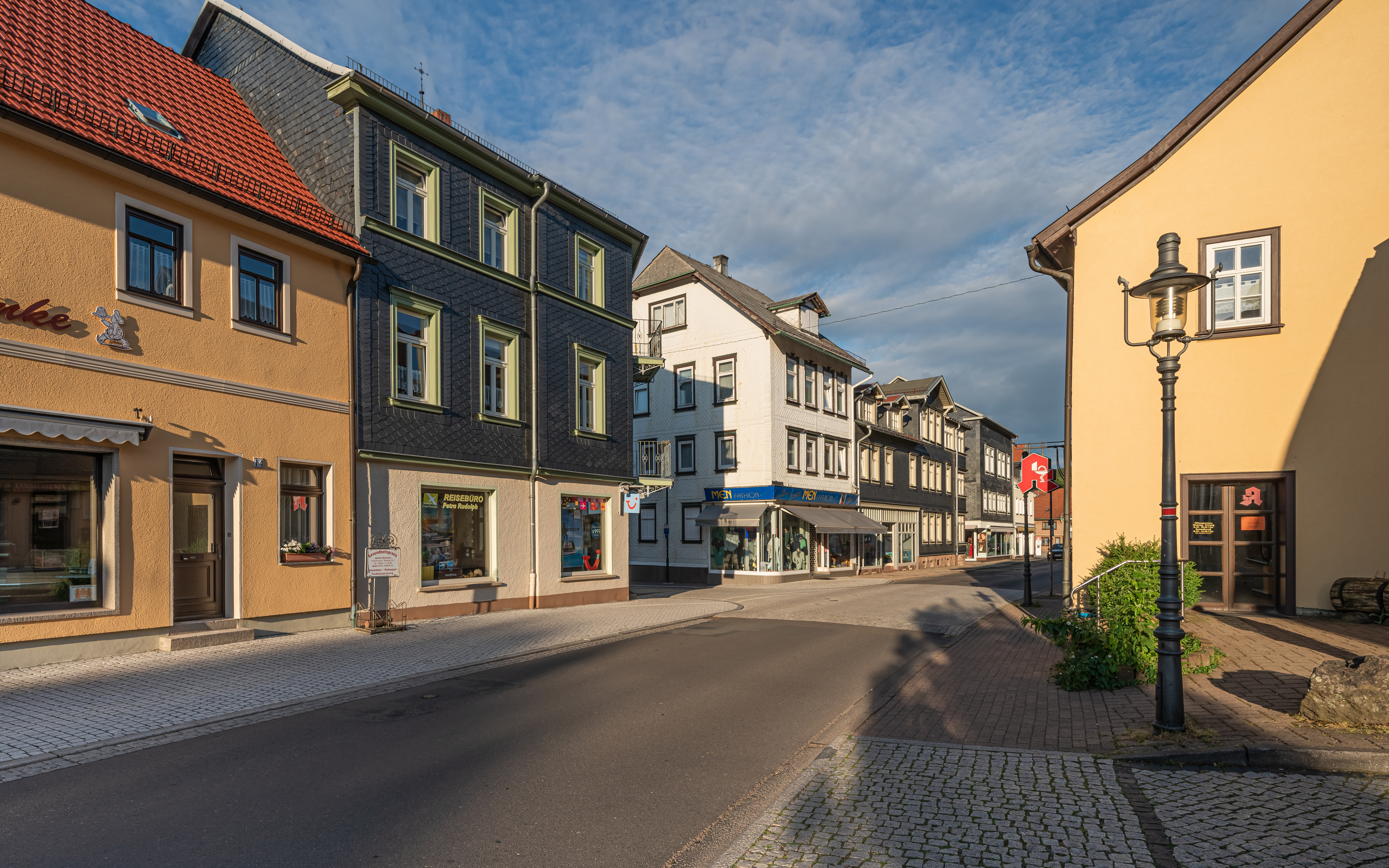
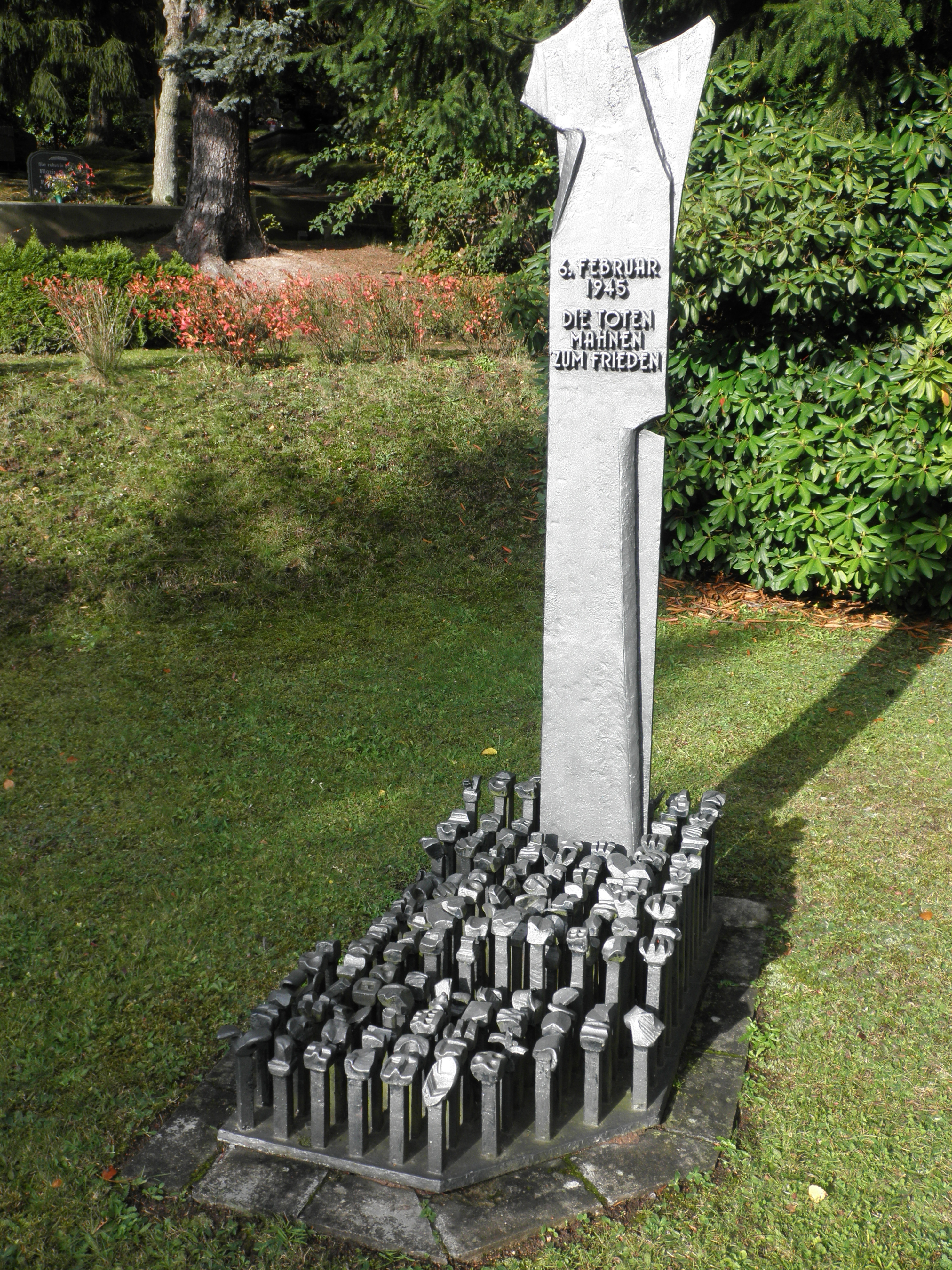
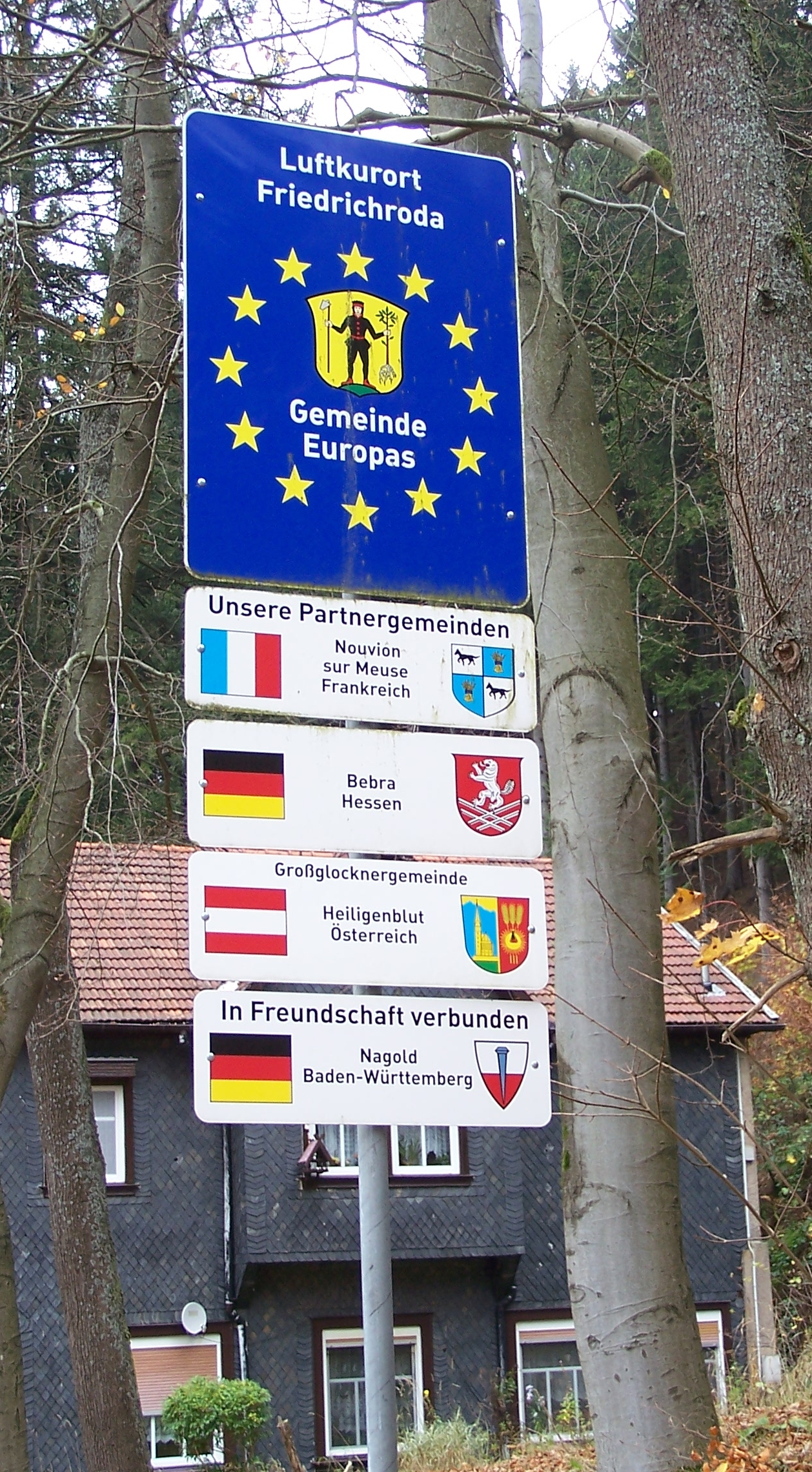

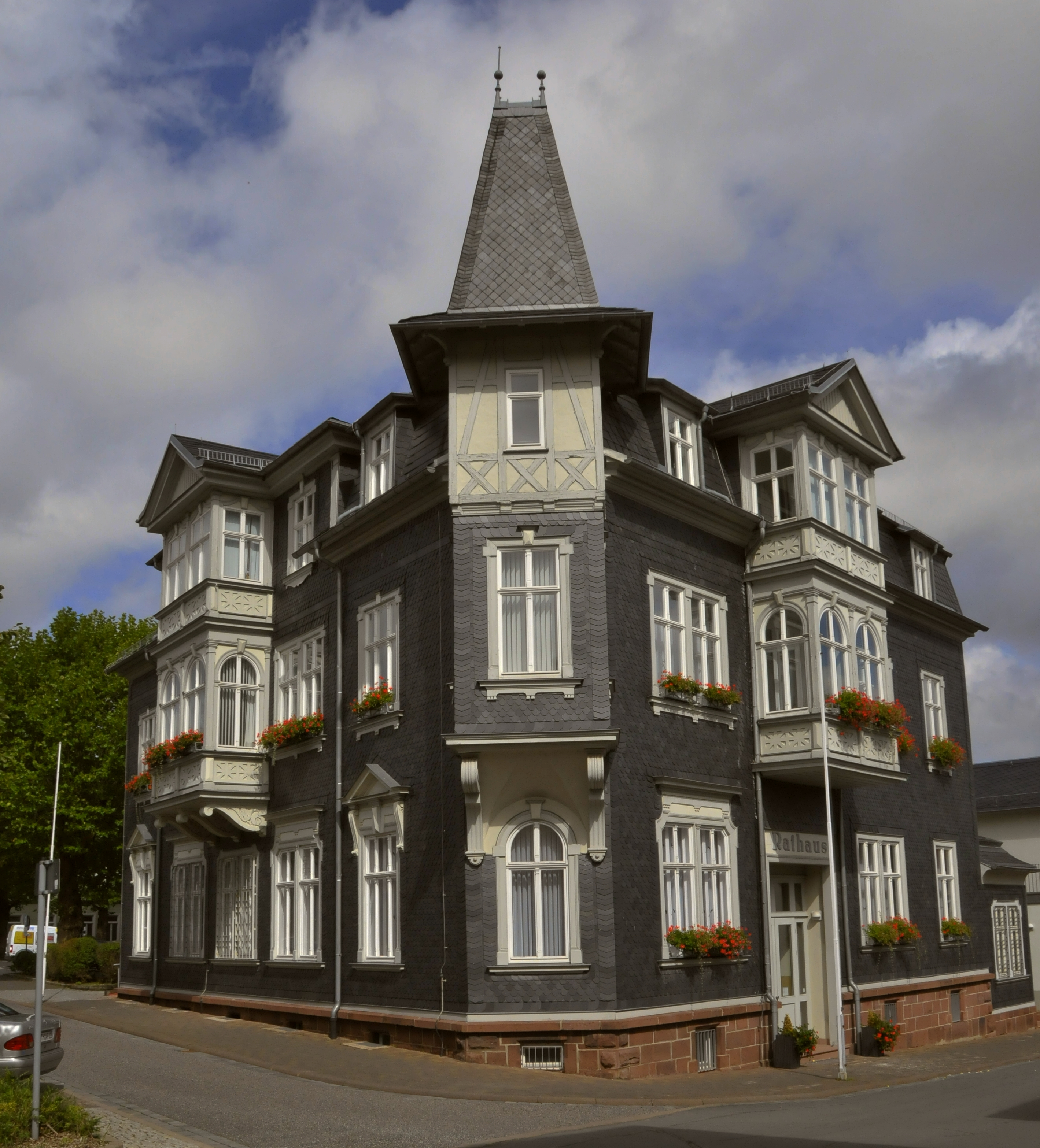
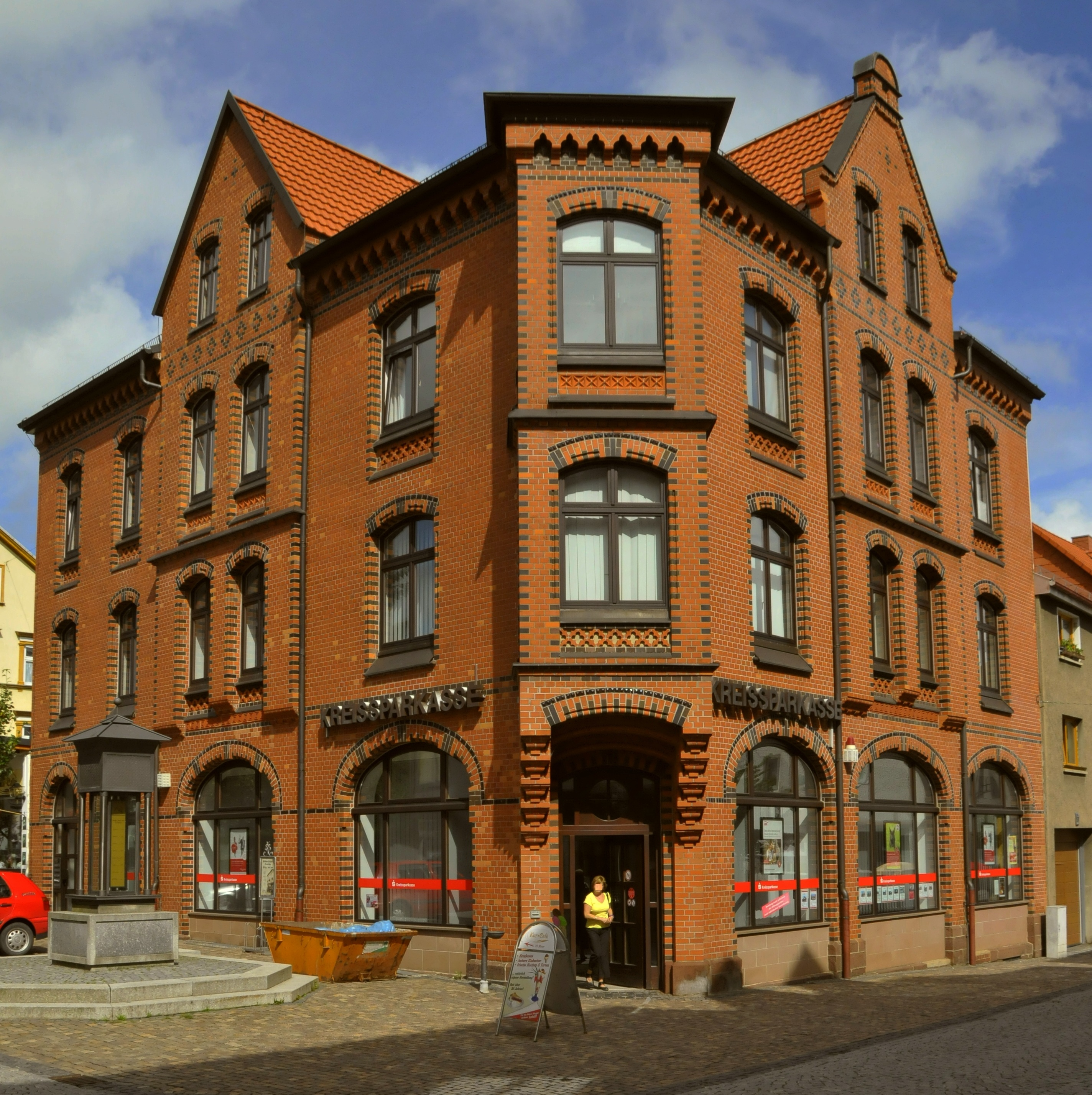
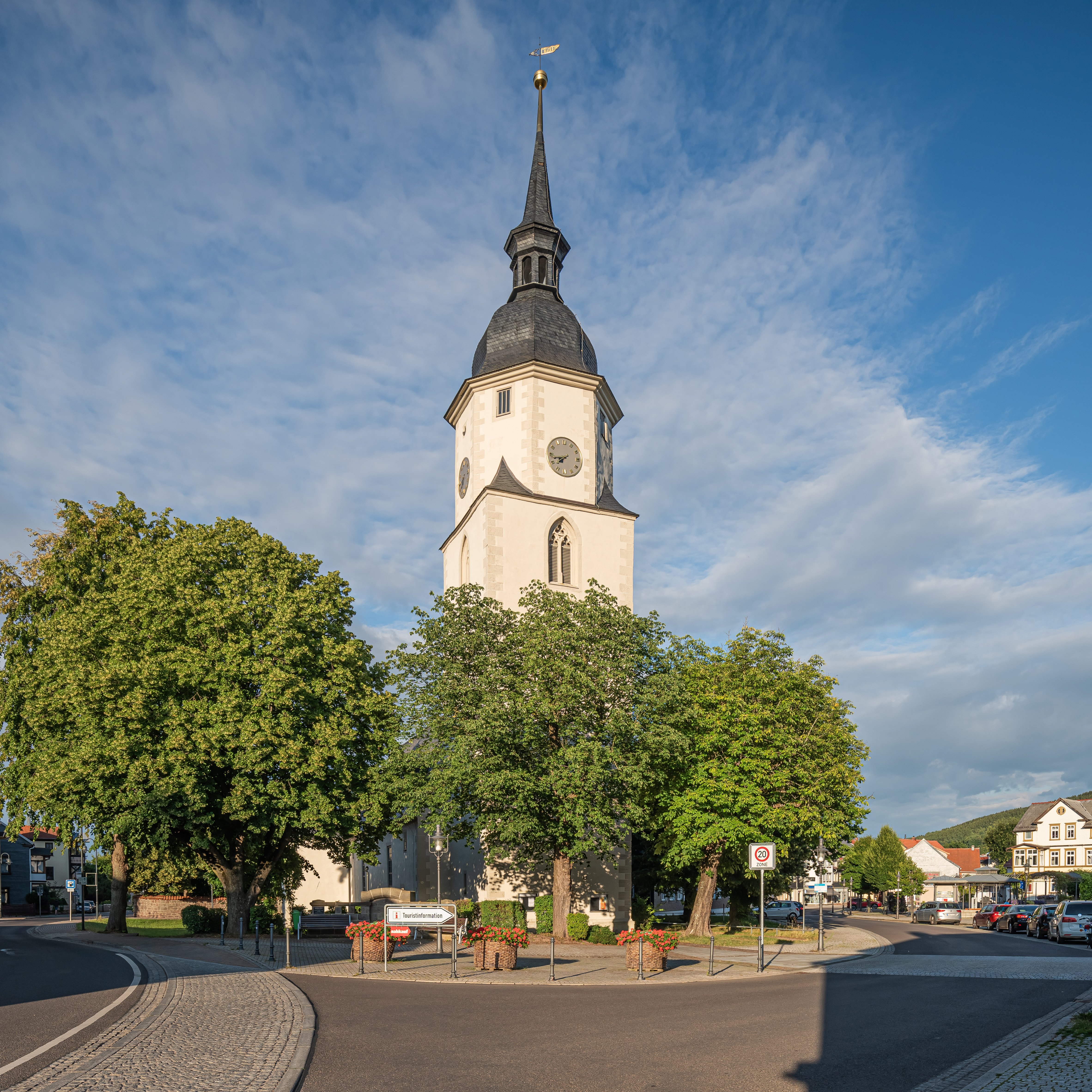
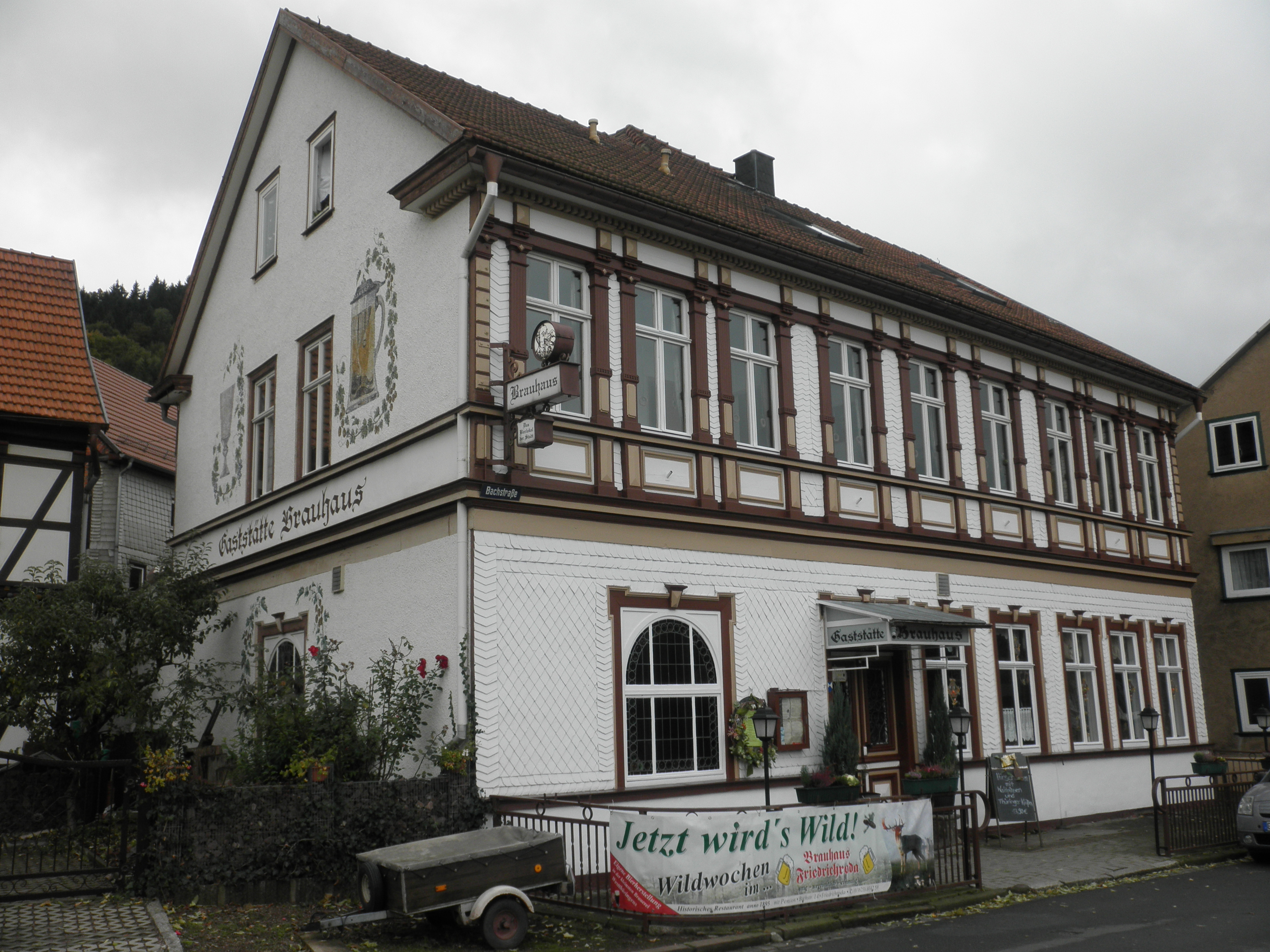
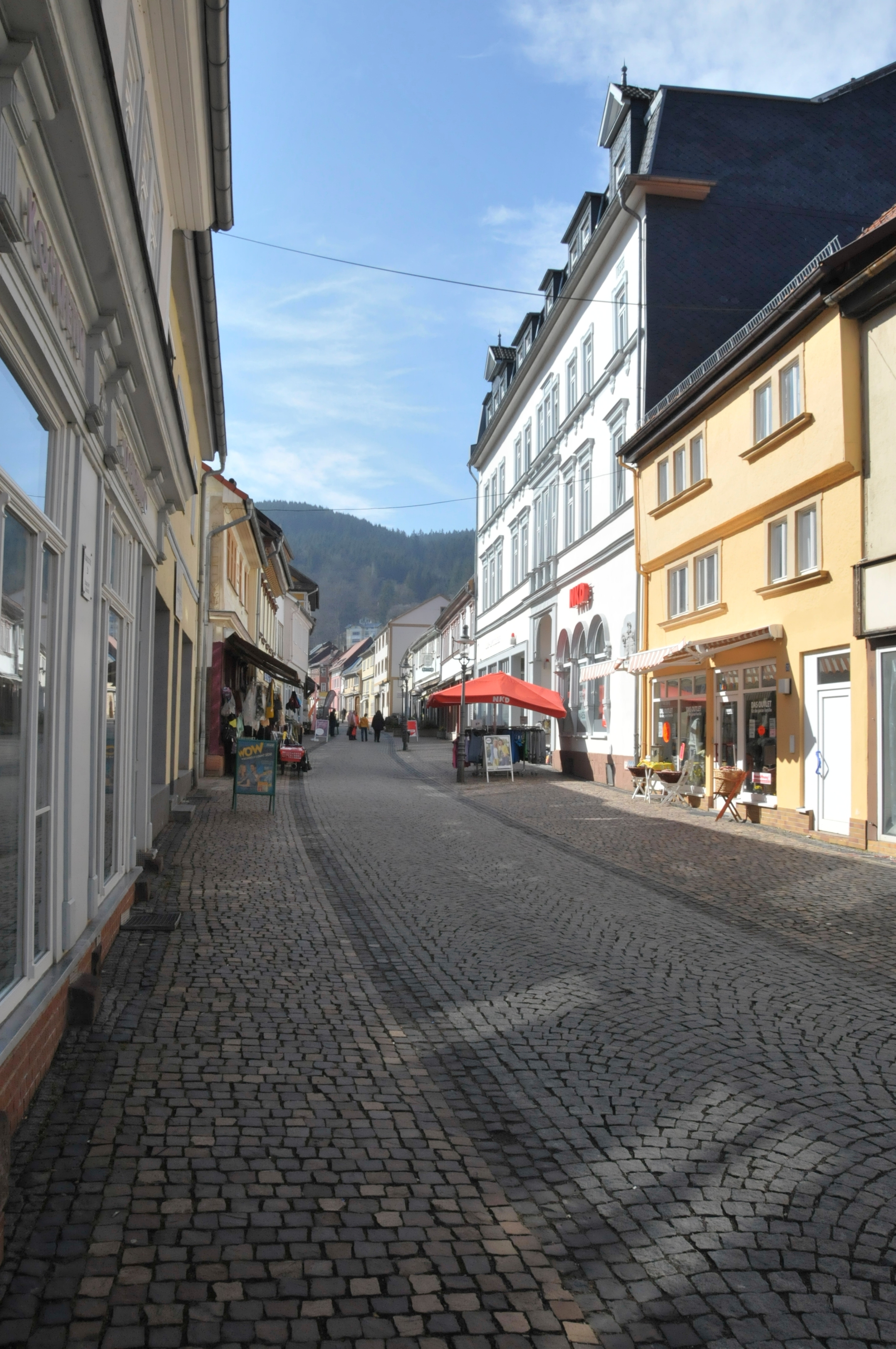
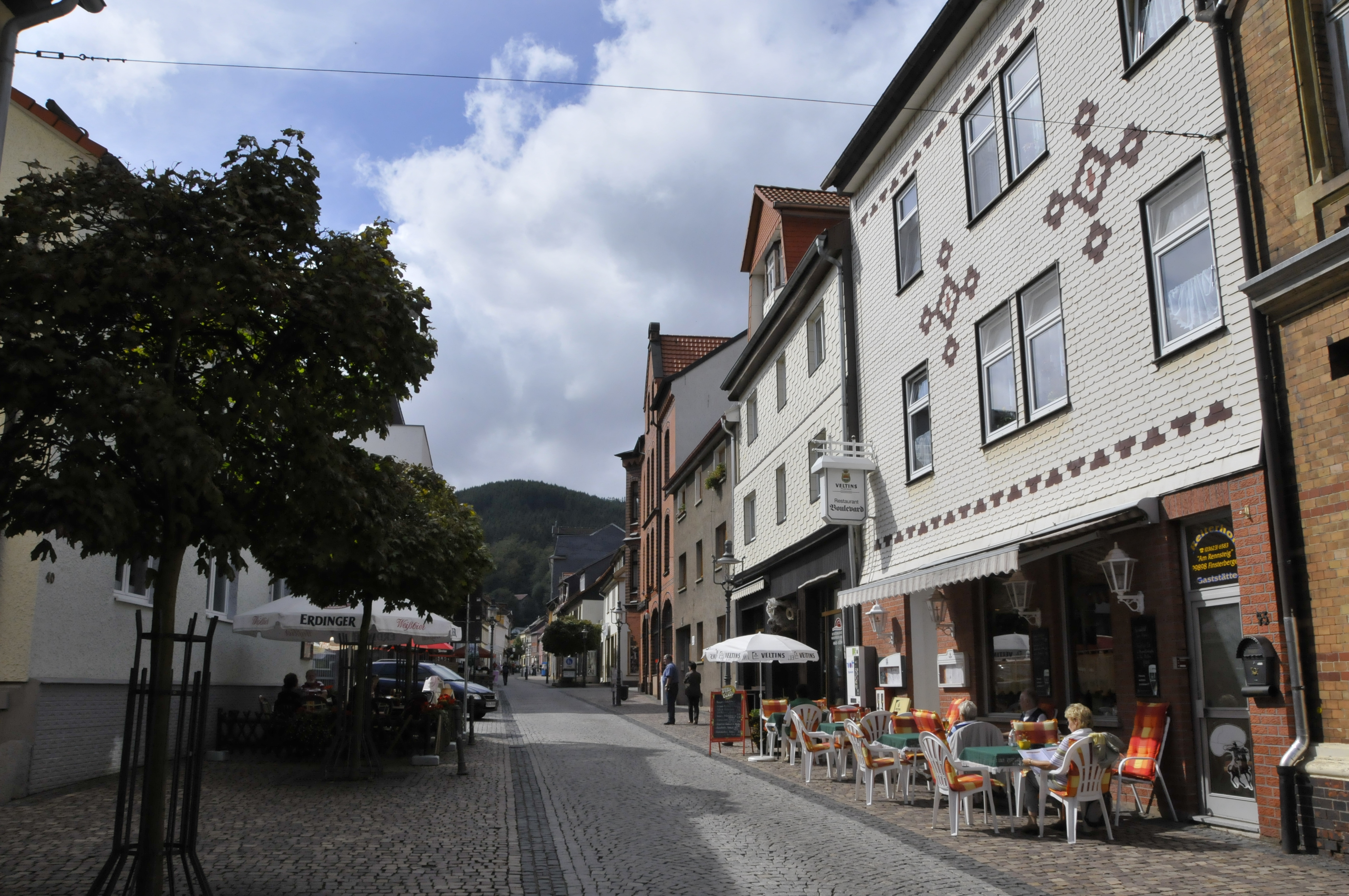

## Персоналії
Уродженці
- Катрін Ґерінґ-Екардт — німецька політична, державна діячка та громадська активістка.